# Admirałowie polscy
Admirałowie polscy – lista oficerów posiadających tytuły i stopnie admiralskie w Polsce oraz admirałów obcych armii pochodzenia polskiego. Zawiera również nazwiska admirałów innych państw służących w Wojsku Polskim, polskich generałów którzy służyli w siłach morskich oraz oficerów nie posiadających stopni admiralskich, ale zajmujących stanowiska przyporządkowane do stopni etatowych admirałów.

## I Rzeczpospolita
- Ellert Appelmann, admirał[1]
- Wilhelm Appelmann, admirał[1]
- Krzysztof Arciszewski, admirał
- Arend Dickmann, admirał[1]
- Grzegorz Fentross, albo Gregorio Venturoso, admirał[2]
- Johan Nilsson Gyllenstierna albo Jan Guldenstern, admirał[3]
- Tönnis Maydell, admirał[3]
- Jakub Murray, kontradmirał[4]
- Mateusz Sierpinek, admirał
- Aleksander Sitton, wiceadmirał[4]
- Michał Starosta, (właśc. Michał Starostka h. wł.) admirał
- Jan Storch, wiceadmirał
- Herman Witte, admirał[4]

## Polska pod zaborami
- Stanisław Baranowski, generał major[5]
- Antoni Bartaszewicz, kontradmirał[6]
- Konstanty Boklewski, generał major[5]
- Seweryn Borowski, generał major[5]
- Antoni Brynk, generał porucznik[5]
- Stanisław Budzyński, generał porucznik[5]
- Stefan Buraczek, generał porucznik[5]
- Stanisław Butler, generał major[5]
- Henryk Cywiński, wiceadmirał[6]
- Edward Geld, generał major[7]
- Ryszard Głowecki, generał porucznik[5]
- Wiktor Iwanowski, kontradmirał[6]
- Filip Janowski, generał porucznik[5]
- Kazimierz Kietliński, kontradmirał[6]
- Stefan Lesowski, admirał[6]
- Karol Lewartowski, wiceadmirał[8]
- Gabriel Łaniewski-Wołk, generał major[5]
- Jan Mac Donald, generał major[5]
- Władysław Maciulski, generał audytor[7]
- Andrzej Mackiewicz, generał major[5]
- Mikołaj Matusiewicz, kontradmirał[6]
- Michał Moraczwski, generał[5]
- Jan Nowakowski, generał major[5]
- Edward Pieszkański, generał major[5]
- Mieczysław Pietruski, kontradmirał[8]
- Gustaw Plater, generał porucznik[5]
- Jerzy Plater, admirał[6]
- Paweł Przeborski, kontradmirał[6]
- Juliusz Ripper, admirał[8]
- Leon Rymkiewicz, generał[5]
- Ludwik Sanocki, generał porucznik[5]
- Stanisław Schanzer, kontradmirał[8]
- Jan Skałowski, kontradmirał[6]
- Rozmysław Skałowski, generał major[5]
- Józef Stożewski, wiceadmirał[6]
- Hipolit Studnicki, generał porucznik[5]
- Wacław Suchomel, generał major[5]
- Józef Sulima, wiceadmirał[6]
- Edward Szczęsnowicz, wiceadmirał[6]
- Jan Timoszuk, generał major[5]
- Apolinary Ujejski, generał major[7]
- Stanisław Wasilkowski, wiceadmirał[6]
- Michał Wojciechowski, generał major[5]
- Eustachy Zaleski, generał major[5]
- Jan Zawadowski, kontradmirał[6]

## II Rzeczpospolita
- Konstanty Biergiel, wiceadmirał
- Tadeusz Bobrowski, generał brygady
- Michał Borowski, kontradmirał
- Zygmunt Brynk, generał brygady[9]
- Eugeniusz Ciastoń, generał brygady[10]
- Xawery Czernicki, wiceadmirał[11]
- Jan Jacyna, generał dywizji
- Eugeniusz Kątkowski, generał dywizji
- Wacław Kłoczkowski, kontradmirał
- Napoleon Louis-Wawel, generał dywizji[9]
- Tomasz Nejman, kontradmirał
- Aleksander Pik, generał brygady
- Kazimierz Porębski, wiceadmirał
- Eugeniusz Romiszewski, generał brygady
- Jerzy Świrski, wiceadmirał
- Józef Trzemeski, generał brygady
- Józef Unrug, admirał[12]
- Jerzy Wołkowicki, generał brygady
- Jerzy Zwierkowski, kontradmirał

## II wojna światowa
- Józef Bartosik, kontradmirał[13]
- Stanisław Dąbek, generał brygady[11]
- Stefan Frankowski, kontradmirał[11]
- Karol Korytowski, kontradmirał
- Leon Moszczeński, kontradmirał[11]
- Tadeusz Morgenstern-Podjazd, kontradmirał[10]
- Romuald Nałęcz-Tymiński, kontradmirał[10]
- Jerzy Tumaniszwili, kontradmirał[10]

## Polska Rzeczpospolita Ludowa
- Nikołaj Abramow, kontradmirał[14][15]
- Sigmund Bajak, wiceadmirał[16]
- Kazimierz Bossy, kontradmirał
- Mario Clopatofsky, kontradmirał[17]
- Mieczysław Cygan, generał brygady
- Wiktor Czerokow, wiceadmirał[14][15]
- Ludwik Dutkowski, wiceadmirał
- Tadeusz Dziekan, generał brygady
- Witold Gliński, kontradmirał
- Mieczysław Grudzień, generał dywizji
- Gereon Grzenia-Romanowski, kontradmirał
- Ludwik Janczyszyn, admirał
- Czesław Kiszczak, generał broni
- Piotr Kołodziejczyk, wiceadmirał
- Wiesław Łasiński, generał brygady[9]
- Samuel Malko, generał brygady
- Bolesław Matusz, generał brygady
- Adam Mohuczy, kontradmirał
- Aleksy Parol, kontradmirał
- Henryk Pietraszkiewicz, kontradmirał
- Edward Poradko, generał dywizji
- Zygmunt Rudomino, kontradmirał
- Henryk Rzepkowski, generał brygady
- Robert Satanowski, generał brygady[10]
- Walentin Sidorkin, kontradmirał[14][15]
- Józef Sobiesiak, generał dywizji
- Włodzimierz Steyer, kontradmirał
- Sebastian Strzałkowski, generał dywizji
- Zdzisław Studziński, wiceadmirał
- Władysław Szczerkowski, kontradmirał
- Józef Szewczyk, generał brygady
- Iwan Szylingowski, kontradmirał[14][15]
- Nikołaj Truchin, kontradmirał[14][15]
- Józef Urbanowicz, generał broni
- Romuald Waga, admirał
- Aleksandr Winogradow, kontradmirał[14][15]
- Jan Wiśniewski, kontradmirał
- Marian Wróblewski, generał brygady

## III Rzeczpospolita
- Marian Ambroziak, wiceadmirał
- Zbigniew Badeński, kontradmirał
- Marek Brągoszewski, admirał floty
- Jerzy Buczma, kontradmirał
- Jędrzej Czajkowski, admirał floty
- Ryszard Demczuk, wiceadmirał
- Czesław Dyrcz, kontradmirał
- Andrzej Fałkowski, generał broni
- Kazimierz Głowacki, kontradmirał
- Waldemar Głuszko, wiceadmirał
- Krzysztof Jaworski, wiceadmirał
- Mirosław Jurkowlaniec, kontradmirał
- Stanisław Kania, kontradmirał
- Andrzej Karweta, admirał floty[11]
- Stanisław Kasperkowiak, kontradmirał
- Zygmunt Kitowski, kontradmirał
- Antoni Komorowski, kontradmirał
- Roman Krzyżelewski, admirał floty
- Marek Kurzyk, kontradmirał
- Jerzy Lenda, kontradmirał
- Stanisław Lisak, kontradmirał SG[18]
- Ryszard Łukasik, admirał floty
- Tomasz Mathea, admirał floty
- Henryk Matuszczyk, kontradmirał
- Adam Mazurek, kontradmirał
- Michał Michalski, kontradmirał
- Mirosław Mordel, kontradmirał
- Jerzy Patz, wiceadmirał
- Zbigniew Popek, kontradmirał
- Marian Prudzienica, wiceadmirał
- Czesław Rolik, generał brygady[9]
- Andrzej Rosiński, kontradmirał
- Piotr Stocki, kontradmirał SG[18]
- Zbigniew Smolarek, kontradmirał
- Henryk Sołkiewicz, wiceadmirał
- Tomasz Szubrycht, kontradmirał
- Stefan Tandecki, kontradmirał
- Krzysztof Teryfter, kontradmirał
- Marek Toczek, wiceadmirał
- Czesław Wawrzyniak, kontradmirał
- Maciej Węglewski, wiceadmirał
- Konrad Wiśniowski, kontradmirał SG[18]
- Zbigniew Woźniak, generał brygady[9]
- Stanisław Zarychta, wiceadmirał
- Krzysztof Zdonek, kontradmirał
- Jarosław Ziemiański, wiceadmirał
- Jarosław Zygmunt, kontradmirał

## Oficerowie na etatach admiralskich
- Jerzy Apanowicz, komandor
- Piotr Bądkowski, komandor
- Józef Ćwirko, komandor
- Janusz Dilling, komandor
- Bogusław Gruchała, komandor
- Marian Jorman, komandor
- Jan Kania, komandor
- Zbigniew Kiciński, komandor
- Bogusław Korczyński, komandor
- Tadeusz Kubaty, komandor
- Zbigniew Kula, komandor
- Kryspin Lech, komandor
- Mieczysław Lechowski, komandor
- Stanisław Leszczyński, komandor
- Edward Łączny, komandor
- Jerzy Łątkiewicz, komandor
- Czesław Łuczak, komandor
- Tadeusz Mandat, komandor
- Stanisław Mieszkowski, komandor
- Aleksander Mohuczy, komandor
- Jerzy Nieć, komandor
- Bogumił Nowotny, pułkownik marynarki
- Julian Ochman, komandor
- Witold Panasewicz, komandor
- Czesław Petelenz, komandor
- Kazimierz Podrucki, komandor
- Tadeusz Rutkowski, komandor
- Marian Sucharzewski, komandor
- Ludwik Szmidt, komandor
- Bronisław Szul, komandor
- Zdzisław Śladkowski, komandor
- Bogdan Świderski, komandor porucznik
- Stanisław Tobiasz, komandor
- Zygmunt Urbański, komandor
- Zbigniew Wądołowski, komandor
- Waldemar Wierzykowski, komandor
- Marian Wojcieszek, komandor
- Kazimierz Wolan, komandor
- Adam Wychowaniec, komandor porucznik
- Marian Załoga, komandor

## Etaty admiralskie
- 1948
  - dowódca Marynarki Wojennej, wiceadmirał
  - zastępca dowódcy Marynarki Wojennej ds. liniowych, kontradmirał
  - zastępca dowódcy Marynarki Wojennej ds. administracyjno-technicznych, kontradmirał
  - szef Sztabu Głównego Marynarki Wojennej, kontradmirał
  - szef Zarządu Polityczno-Wychowawczego Marynarki Wojennej, kontradmirał
  - dowódca Szczecińskiego Obszaru Nadmorskiego, kontradmirał
  - szef Grupy Oficerów Doradców przy Dowództwie Marynarki Wojennej, kontradmirał
- 2008
  - dowódca Marynarki Wojennej, admirał floty
  - szef Sztabu Marynarki Wojennej, zastępca dowódcy Marynarki Wojennej, wiceadmirał
  - szef Szkolenia Marynarki Wojennej, wiceadmirał
  - dowódca Centrum Operacji Morskich, wiceadmirał
  - zastępca szefa Sztabu Marynarki Wojennej, kontradmirał
  - szef Szefostwa Szkolenia Morskiego, zastępca szefa Szkolenia Marynarki Wojennej, kontradmirał
  - dowódca 3 Flotylli Okrętów, kontradmirał
  - dowódca 8 Flotylli Obrony Wybrzeża, kontradmirał
  - rektor-komendant Akademii Marynarki Wojennej, kontradmirał
  - komendant Morskiego Oddziału Straży Granicznej, kontradmirał SG